# Denkmalgeschützte Objekte im Bezirk Steyr-Land
Im Bezirk Steyr-Land bestehen 246 denkmalgeschützte Objekte. Die unten angeführte Liste führt zu den Gemeindelisten und gibt die Anzahl der Objekte an.
| Gemeindeliste             | Objektanzahl |
| ------------------------- | ------------ |
| Adlwang                   | 6            |
| Aschach an der Steyr      | 3            |
| Bad Hall                  | 24           |
| Dietach                   | 6            |
| Gaflenz                   | 6            |
| Garsten                   | 16           |
| Großraming                | 10           |
| Laussa                    | 3            |
| Losenstein                | 10           |
| Maria Neustift            | 2            |
| Pfarrkirchen bei Bad Hall | 13           |
| Reichraming               | 13           |
| Rohr im Kremstal          | 3            |
| Schiedlberg               | 1            |
| Sierning                  | 17           |
| St. Ulrich bei Steyr      | 2            |
| Ternberg                  | 12           |
| Waldneukirchen            | 14           |
| Weyer                     | 74           |
| Wolfern                   | 11           |